# Bright Idea (single)
Bright Idea is een nummer van de Amerikaanse rockband Orson uit 2006. Het is de tweede single van hun gelijknamige debuutalbum.
Als opvolger van de hit No Tomorrow was "Bright Idea" toch een stuk minder succesvol in de hitlijsten. Het werd enkel op de Britse eilanden een hitje, terwijl de voorganger in menig Europees land te hitlijsten wist te bestormen.